# Wintersteiger (Unternehmen)
Die Wintersteiger Holding AG mit Sitz in Ried im Innkreis ist ein oberösterreichisches Unternehmen, das auf  auf die Entwicklung, Produktion und den Vertrieb von Maschinen und Anlagen in den Bereichen Saatzucht, Skiservice, Holz- und Metallindustrie spezialisiert ist.

## Firmengeschichte

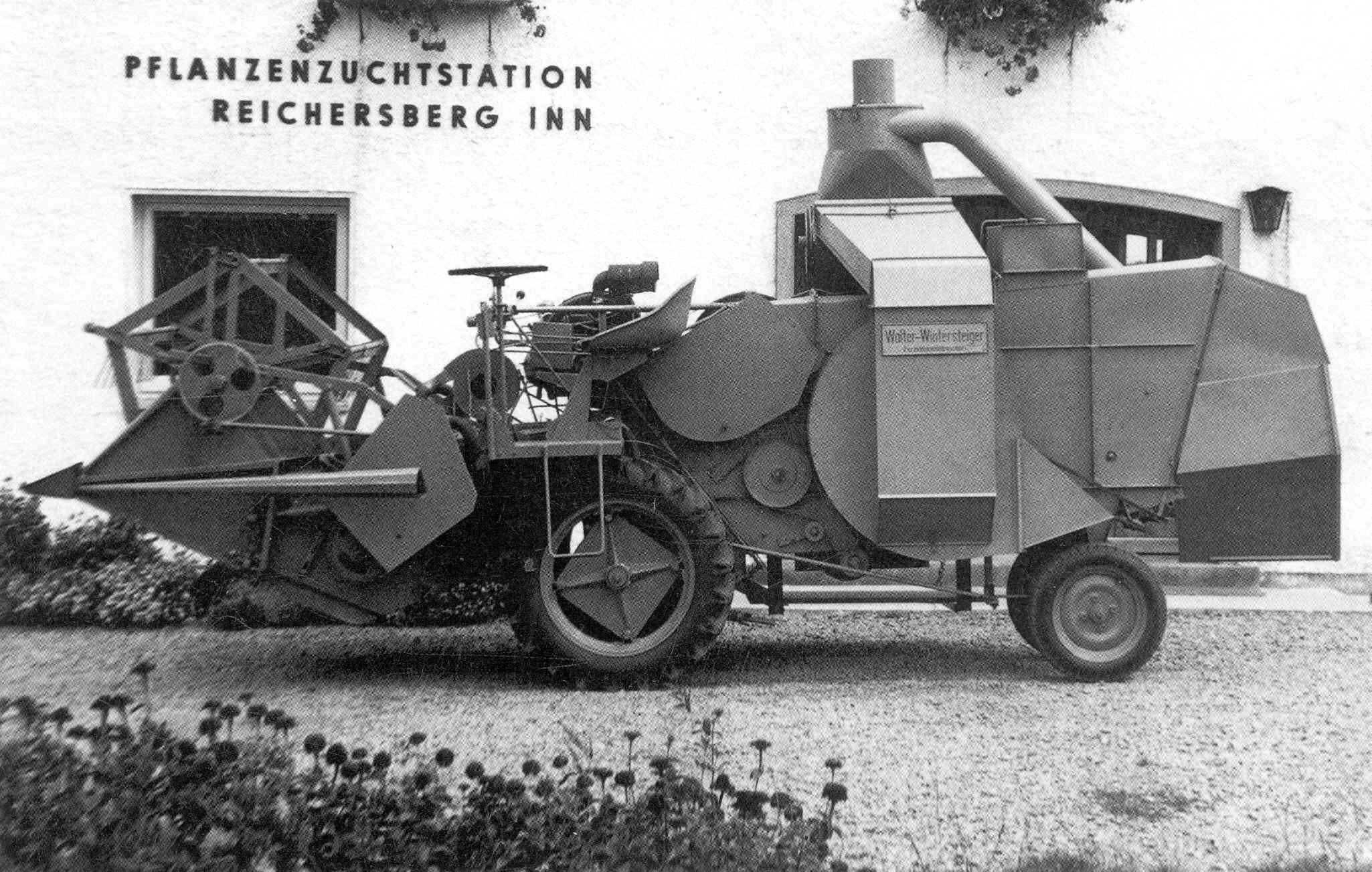
Wintersteiger-Parzellenmähdrescher

1953 gründeten Fritz Walter und Johann Wintersteiger die Schlosserei Walter & Wintersteiger in der Alten Schmiede in Obernberg am Inn, Österreich. Zunächst wurden eine Sämaschine und ein Laborährendrescher für einen Saatzuchtbetrieb hergestellt. 1958 wurde der Betrieb nach Ried im Innkreis verlagert, bis heute Hauptsitz des Konzerns.

### Produkterweiterung 1960er Jahre
In den 1960er Jahren stellte Wintersteiger die ersten in Serie hergestellten Parzellenmähdrescher vor. Weiterhin begann Wintersteiger mit der Produktion von Skiproduktionsmaschinen und Skiservicemaschinen, unter anderem einer Steinschleifmaschine für Fischer Sports – der Microplanschliff.
Bei den weiteren Maschinen handelte es sich um Kopierfräsmaschinen, Verleimsterne sowie Keilzinkanlagen, welche die damalige Sandwichbauweise von Alpinski ermöglichten. Für die Skiproduktion stellte Wintersteiger Skikeilhobelmaschinen, Skipressen und Verleimsterne her und vertrieb diese weltweit. Dies stellte den Beginn für das heutige Geschäftsfeld Sports dar.

### Umorientierung 1970er Jahre

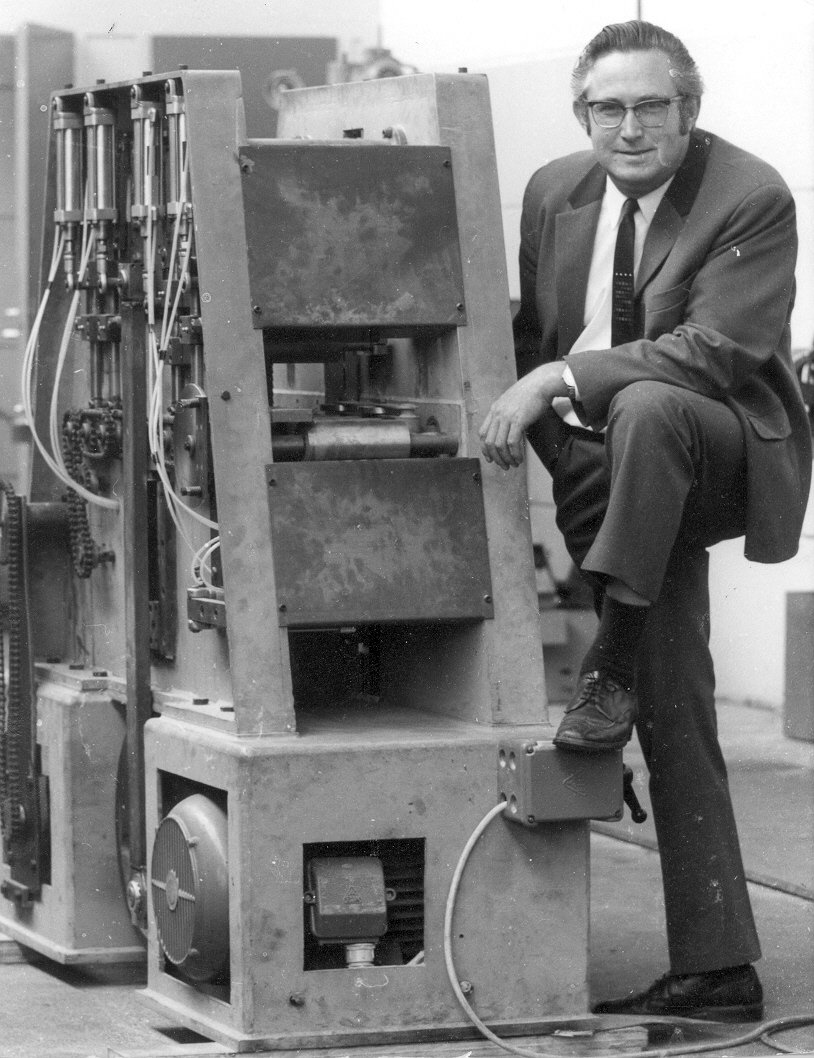
Firmengründer Johann Wintersteiger

In den 1970er Jahren entwickelte Wintersteiger eine Holzdünnschnittsäge – das sogenannte Dünnschnittgatter – für die Skiproduktion und weitere Schleifmaschinen für den Belagservice. Gleichzeitig verlagerte Wintersteiger seinen Schwerpunkt von Skiproduktionsmaschinen hin zu Skiservicemaschinen. 1976 wurde das Betriebsgebäude erstmals erweitert.

### Geschäftserweiterung 1990er Jahre
1985 wurden die erste Steinschleifmaschinen der Micro Serie vorgestellt, welche den Weg zum Ausbau der eigenen Marktposition im Bereich Skiservice ebneten. 1991 folgte die Gründung des Geschäftsfeldes Engineering für Sondermaschinen, aus der sich später Woodtech entwickelte.
Auf der ISPO 1996 in München präsentierte Wintersteiger zwei neue Produktlinien für Skiservicemaschinen. Außerdem hatte der Konzern den Vertrieb der französischen SKI2-Produkte für Österreich, die USA und Kanada übernommen. Als Ende der 1990er Jahre die Holzverarbeitungsindustrie von Vollholz auf Mehrschichtplatten umstieg, wurde das Dünnschnittgatter nun für die Auftrennung von Edelhölzern eingesetzt. Seit 1998 ist Wintersteiger exklusiver Maschinenausstatter des Österreichischen Skiverbandes (ÖSV).

### Akquise und Produktionserweiterung 2000er Jahre
Nach Deutschland, Frankreich, USA und Kanada gründete Wintersteiger weitere Niederlassungen in Italien (2000), der Schweiz (2002) und in Singapur (2004). Des Weiteren wurden um die Jahrtausendwende mehrere Unternehmen akquiriert: Hege in Deutschland (1999) und SKID in Frankreich (1999), Grindrite in den USA (1999), SKI2 in Frankreich (2002) sowie Banholzer GmbH in Deutschland (2004). Mit der Übernahme von Hege hatte Wintersteiger seinen größten Konkurrenten bei der Erzeugung von Sä- und Erntemaschinen für die Saatgutforschung übernommen und gleichzeitig die Produktpalette im Geschäftsfeld Saatzuchtforschung erweitert. Es folgte die Gründung von Tochtergesellschaften in China (2006), Brasilien (2008), und Russland (2008). 2011 übernahm Wintersteiger die Mehrheit der Kohler Maschinenbau GmbH und stieg so in den Bereich der Richttechnik ein. Im selben Jahr kaufte Wintersteiger als Ergänzung zum Geschäftsfeld Sports die Firma Bootdoc und übernahm 2012 die Mehrheit an der VAP Automation GmbH.
2002 stellte Wintersteiger seine Ausstellungshalle fertig und startete mit dem Neubau der Produktionshalle, die Investitionssumme betrug rund 7 Mio. EUR. 2006 folgten neue Betriebsgebäude für die Vertriebs- und Serviceniederlassungen in St. Hélène du Lac, Frankreich, und in Salt Lake City, USA. 2004 wurde bei Banholzer in die Produktion für Sägeblätter investiert und 2006 ein neues Sägenproduktionswerk in Arnstadt, Thüringen errichtet. 2014 wechselte Kohler seinen Standort nach Lahr, Deutschland. Das neu errichtete Firmengebäude war mit rund 14 Mio. EUR die größte Einzelinvestition in der Firmengeschichte. 2004 wurde Wintersteiger von einer GmbH zu einer AG umgewandelt.

### Geschäfts- und Produkterweiterung 2010er Jahre

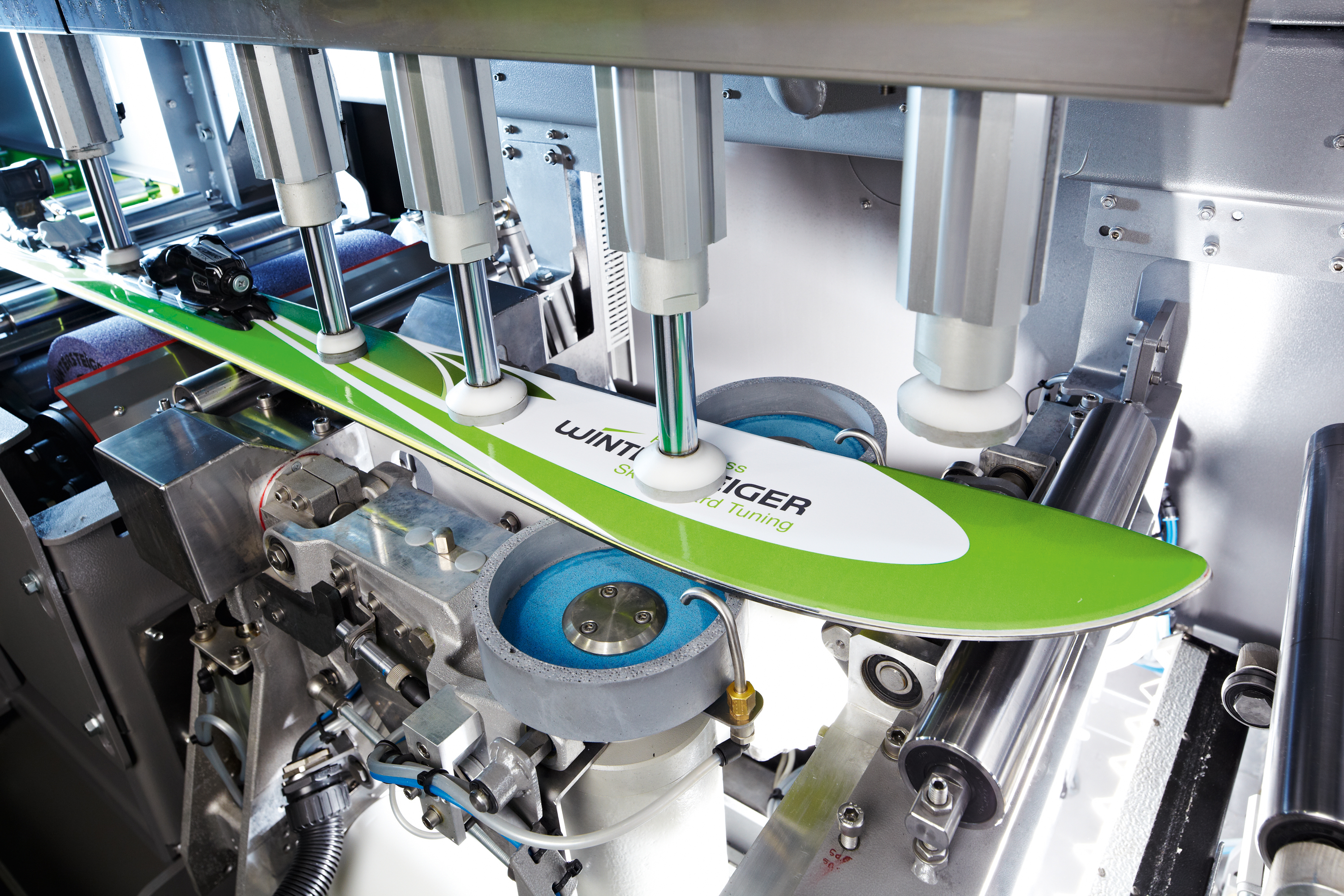
Automatischer Skiservice

Im Januar 2017 wurden auf der ISPO München Weiterentwicklungen bestehender Produktserien sowie der neue Skiserviceautomat Scout vorgestellt – eine Skiservicestation für Ski und Snowboards, welche in Skiservicewerkstätten unterschiedlicher Größe eingesetzt wird. 2019 übernahm Wintersteiger die Serra Maschinenbau GmbH. Serra entwickelte Maschinen und Sägebänder für mobile und stationäre Sägewerke.

### Geschäftsumwandlung 2020er Jahre
Anfang 2022 übernahm der Konzern die Mehrheit am deutschen Maschinenbauer Hema mit Sitz in Frickenhausen bei Stuttgart. Im selben Jahr wurde die Entscheidung getroffen, bis Jahresende die vier Geschäftsbereiche in eigenständige Gesellschaften umzuwandeln und in einer Holding zusammenzufassen. Mit 1. Juli 2023 wurde aus der Wintersteiger AG die Wintersteiger Holding AG und aus den Rieder Geschäftsbereichen (fortan Divisionen) Sports, Seedmech, Woodtech sowie der Produktion eigenständige GmbHs.
Zum 1. Januar 2025 wurde das bisherige Geschäftsfeld Dry & Protect, das Lösungen im Bereich Trocknungstechnik und Raumluftdesinfektion entwickelt, aus der Division Sports herausgelöst und in eine eigenständige Division und GmbH überführt (Wintersteiger Dry & Protect GmbH). Zugleich wurde die Mehrheitsbeteiligung am US-amerikanischen Sägewerkzeug-Unternehmen Union Grove Saw & Knife Inc. bekannt gegeben.

## Konzerntätigkeiten

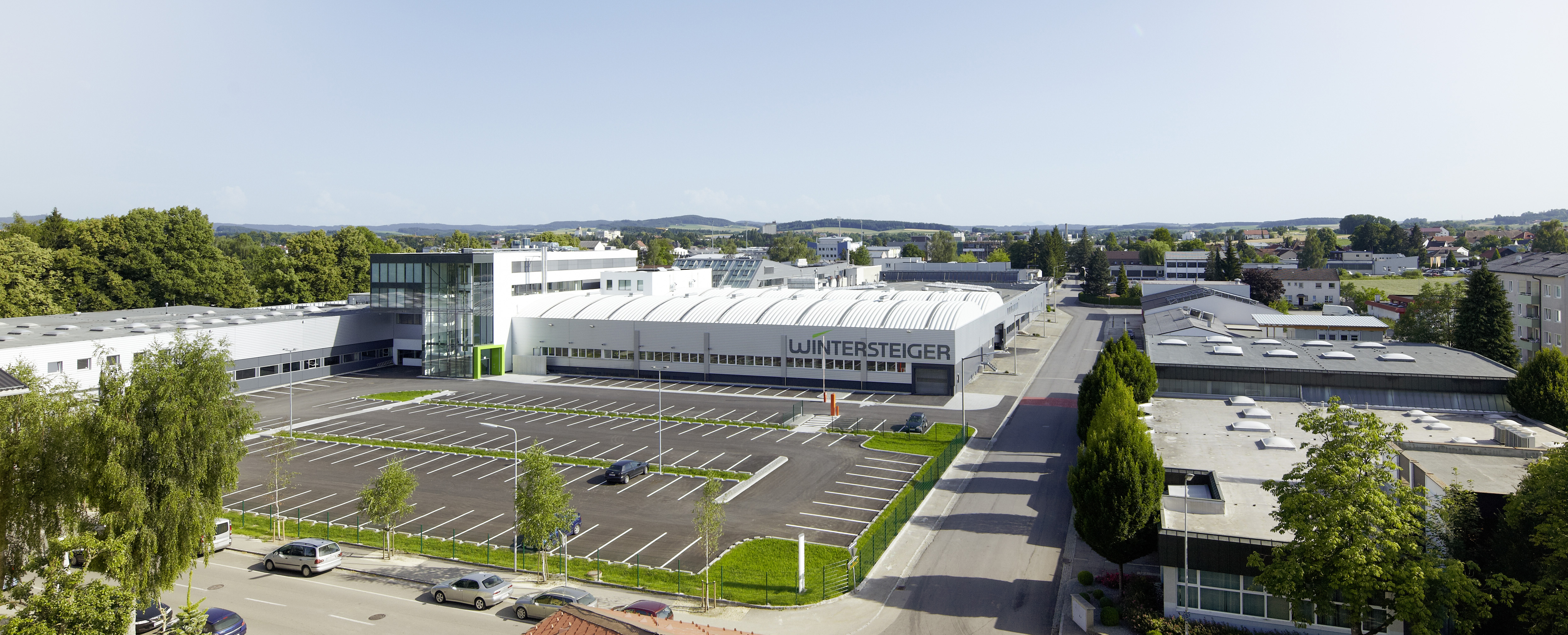
Wintersteiger-Konzernzentrale in Ried i. Innkreis

Der Konzern hat seinen Hauptsitz in Ried im Innkreis, Österreich. Den Vorstand bilden Florestan von Boxberg und Thomas Fürkötter. Das Unternehmen ist in fünf Geschäftsbereiche gegliedert:
- Die Division Sports plant und richtet Servicewerkstätten, Verleihstationen und Skidepots ein. Außerdem werden Produkte zur Reinigung und Aufbewahrung von Fahrrädern, Software für das Management im Fahrradverleih sowie Reparatur- und Serviceleistungen vertrieben.
- Die Division Seedmech entwickelt Gesamtlösungen für das landwirtschaftliche Feldversuchswesen, hierbei spezialisiert auf die Saatzucht. Der Geschäftsbereich stellt Parzellen- und Vermehrungsmähdrescher, Grünfutter-Parzellenernter, Parzellensämaschinen, Softwarelösungen zum Datenmanagement, Geräte für Bonitur, Düngung und Pflanzenschutz sowie Labortechnik her.
- Die Division Woodtech entwickelt Dünnschnitt-Technologien, die in der Lamellenproduktion eingesetzt werden. Es werden Dünnschnitt-Gattersägen und Dünnschnitt-Bandsägen inkl. vor- und nachgelagerte Verarbeitungsprozesse, Sägenschärfmaschinen, Hartmetall- und Stellite-Sägeblätter sowie Technologien zum Verleimen und Verpressen vertrieben. Des Weiteren werden Anlagen im Bereich Timber Repair & Cosmetics (TRC) entwickelt. Darüber hinaus werden auch Automatisierungslösungen für die Automobil- und Luftfahrtindustrie, Zug- und Schiffsbau, Holz und Bau sowie Spezialanforderungen entwickelt und produziert. Seit der Übernahme der Serra Maschinenbau GmbH Anfang 2019 gehören mobile und stationäre Sägewerke zum Vertrieb dazu.
- Die Division Dry & Protect entwickelt und vertreibt Lösungen für die Trocknung, Keimreduktion und Geruchsneutralisierung von Arbeits- und Einsatzkleidung sowie Sportartikeln.
- Die Division Metals stellt Richtmaschinen für die blechverarbeitende Industrie her (Kohler Maschinenbau GmbH).

| 2010 | 2011  | 2012  | 2013  | 2014  | 2015  | 2016  | 2017  | 2018  | 2019  | 2020  | 2021  | 2022  | 2023  |
| ---- | ----- | ----- | ----- | ----- | ----- | ----- | ----- | ----- | ----- | ----- | ----- | ----- | ----- |
| 93,4 | 101,8 | 126,2 | 141,9 | 135,8 | 143,7 | 140,6 | 153,9 | 160,1 | 181,7 | 133,8 | 167,7 | 223,1 | 246,4 |

Quelle: Bundesanzeiger

## Auszeichnungen
- 2003: Fritz Freyschlag Hauptpreis[36]
- 2010: 1. Platz beim Best Business Award in der Kategorie ab 100 Mitarbeiter[37]
- 2013: 1. Preis beim OÖ Regionalitätspreis in der Kategorie Industrie[38]
- Seit 2013: ineo-Zertifizierung der WKO Oberösterreich für vorbildliches Engagement in der Lehrlingsausbildung[39][40]
- 2015: Gewinner bei den INN AWARD des Regionalsenders BTV in der Kategorie Innovation Großbetriebe[41]
- 2017: ISPO Award – Product of the Year in der Kategorie Ski für den 3D Fußscanner Vandra von Bootdoc[42]
- 2018: Prämierung für Engagement im Klimaschutz von der Klimaschutzinitiative klima:aktiv[43]
- 2018–2025: Top Arbeitgeber Auszeichnung von trend, kununu und Statista[44][45][46][47][48][49][50][51]
- 2020: Auszeichnung für familienfreundliches Unternehmen, Audit berufundfamilie[52]
- 2021: Auszeichnung des Kurier als beliebter Arbeitgeber in der Sparte Industrie[53]
- 2021: Auszeichnung des Kurier als nachhaltiges Unternehmen in der Sparte Industrie[54]
- 2021: 3. Platz beim Innovationspreis des Landes Oberösterreich in der Kategorie Großunternehmen[55]
- 2022–2024: Pegasus Top-Ten Platzierung in der Kategorie Leuchttürme[56][57][58]
- 2022: ISPO Award – Product of the Year für die vollautomatische Bike Wash Station Velobrush[59]

## Patente
Wintersteiger hält eine Vielzahl an Patenten. 2015 hielt der Konzern die Rechte an ungefähr 70 Einzelpatenten aus etwa 20 Patentfamilien. Unter anderem:
- Im Bereich Landmaschinentechnik wurde eine patentierte Präzisionseinzelkornsämaschine entwickelt.[62]
- Im Bereich Skiverarbeitung wurde die Vorrichtung Trimjet entwickelt. Diese dient zum brückenlosen Schleifen für alle Skilängen sowie auch für Snowboards und den halbautomatischen Betriebsmodus.[63]